# Стейтли (тауншип, Миннесота)
Стейтли (англ. Stately) — тауншип в округе Браун, Миннесота, США. На 2000 год его население составило 206 человек.

## География
По данным Бюро переписи населения США площадь тауншипа составляет 93,3 км², из которых 93,1 км² занимает суша, а 0,2 км² — вода (0,22 %).

## Демография
По данным переписи населения 2000 года здесь находились 206 человек, 67 домохозяйств и 54 семьи.  Плотность населения —  2,2 чел./км².  На территории тауншипа расположено 74 постройки со средней плотностью 0,8 построек на один квадратный километр. Расовый состав населения: 96,60 % белых, 2,91 % азиатов, 0,49 % — других рас США. Испанцы или латиноамериканцы любой расы составляли 3,40 % от популяции тауншипа.
Из 67 домохозяйств в 46,3 % воспитывались дети до 18 лет, в 74,6 % проживали супружеские пары, в 3,0 % проживали незамужние женщины и в 19,4 % домохозяйств проживали несемейные люди. 16,4 % домохозяйств состояли из одного человека, при том 7,5 % из — одиноких пожилых людей старше 65 лет. Средний размер домохозяйства — 3,07, а семьи — 3,46 человека.
31,6 % населения — младше 18 лет, 9,7 % — в возрасте от 18 до 24 лет, 24,3 % — от 25 до 44, 22,3 % — от 45 до 64, и 12,1 % — старше 65 лет. Средний возраст — 34 года. На каждые 100 женщин приходилось 108,1 мужчин.  На каждые 100 женщин старше 18 приходилось 135,0 мужчин.
Средний годовой доход домохозяйства составлял 39 583 доллара, а средний годовой доход семьи —  48 438 долларов. Средний доход мужчин —  31 000  долларов, в то время как у женщин — 26 875. Доход на душу населения составил 20 458 долларов. За чертой бедности находились 8,8 % семей и 14,1 % всего населения тауншипа, из которых 25,8 % младше 18 лет.